# 和田愼司
和田 愼司（わだ しんじ、1951年（昭和26年）11月26日 - ）は、日本の政治家。元石川県小松市長（3期）。

## 来歴
石川県立小松高等学校、同志社大学経済学部卒業。1974年（昭和49年）、株式会社小松製作所に就職。人事、経理、営業部門に勤務。コマツ産機事業本部副本部長などを歴任。2004年（平成16年）12月、同社を退職。
2005年（平成17年）3月27日執行の小松市長選挙に無所属で立候補。現職の西村徹、元職の北栄一郎ら2人の候補者と争うも落選。得票数は、西村：28,633票、和田：25,973票、北：8,658票。投票率は、73.75%。
2009年（平成21年）3月29日執行の小松市長選挙に立候補。現職の西村を破り、初当選。投票率は、72.10%。
2013年（平成25年）3月24日執行の同市長選挙において、2期目の当選。投票率は、54.42%。
2017年（平成29年）3月26日執行の同市長選挙において、前市議の宮橋勝栄らを破り3期目の当選。投票率は、59.06%。
2021年（令和3年）3月21日執行の同市長選挙に自民党・公明党・立憲民主党の推薦と福村章県議と市議会第1会派「会派自民」の支援を受けて立候補。藤井義弘県議と市議会第2会派「自民党こまつ」の支援を受けた元市議の宮橋勝栄に敗れ、落選した。
2022年春の叙勲で旭日小綬章を受章。

## 政策・人物
- 北陸新幹線小松駅が2023年春に開業する予定で、これに合わせ、北陸新幹線小松駅と小松空港を結ぶシャトルバスの自動運転を目指している。この自動運転の実現に向けて、自動運転の実証実験を実施した。市内の公道で実施された実証実験について、和田は「スムーズな運行だった。乗り心地もよく、不安感は全くない」と述べた[9]。
- 趣味は桜の鑑賞と保護。花好きで、日本花の会の支部長を務めたことがある[10]。